# المتخفي (فلم 1914)
المتخفي (بالإنجليزية: The Masquerader)، وهو فيلم كوميدي أمريكي صامت من عام 1914 بطولة تشارلي تشابلن وروسكو آرباكل وتأليف وإخراج تشابلن. تم إنتاجه في استوديوهات كيستون.

## القصة
تدور أحداث الفيلم حول صناعة الأفلام في (بالإنجليزية: Keystone Studios). يلعب تشارلي دور ممثل أخطأ في عدة مشاهد ويطرد من الاستوديو. في اليوم التالي، بعد قيامه بتقليد شخصية أنثى بشكل مثالي، يلفت تشارلي انتباه المخرج الذي يقوم بتعيينه "الممثلة" الجديدة لأفلامه.

## طاقم التمثيل
- تشارلي تشابلن
- روسكو آرباكل
- تشيستر كونكلين
- تشارلز موراي
- فريتز شاد
- مينتا دورفي
- سيسيل أرنولد
- فيفيان إدواردز
- هاري مكوي
- تشارلي تشيس
- جيس داندي

## وصلات خارجية
- مقالات تستعمل روابط فنية بلا صلة مع ويكي بيانات
- The Masquerader على يوتيوب
- New York Times Review
- المتخفي متوفر للتحميل المجاني على أرشيف الإنترنت
- Apocalypse Later